# دونگه گاره
دونگه گاره (به صربی: Donje Gare) یک منطقهٔ مسکونی در صربستان است که در ولاسوتینتسه واقع شده‌است. دونگه گاره ۱۶۵ نفر جمعیت دارد.